# Contour Airlines
Contour Airlines es una aerolínea regional con sede en el Aeropuerto de Smyrna en Smyrna, Tennessee, Estados Unidos. Todos los vuelos de Contour Airlines son chárteres públicos vendidos y operados por la compañía matriz Contour Aviation como una aerolínea directa.

## Destinos
Contour Airlines opera vuelos que sirven a los siguientes destinos:
| Ciudad              | Aeropuerto                                         | Código IATA | Destinos          | Notas          |
| Arizona             | Arizona                                            | Arizona     | Arizona           | Arizona        |
| ------------------- | -------------------------------------------------- | ----------- | ----------------- | -------------- |
| Page                | Aeropuerto Municipal de Page                       | PGA         | Phoenix           | Comunidad AEAS |
| Phoenix             | Aeropuerto Internacional de Phoenix-Sky Harbor     | PHX         | Page              |                |
| California          |                                                    |             |                   |                |
| Crescent City       | Aeropuerto del Condado de Del Norte                | CSC         | Oakland           | Comunidad AEAS |
| Oakland             | Aeropuerto de Oakland de la Bahía de San Francisco | OAK         | Crescent City     |                |
| Georgia             |                                                    |             |                   |                |
| Macon               | Aeropuerto Regional de Middle Georgia              | MCN         | Baltimore         | Comunidad AEAS |
| Maryland            |                                                    |             |                   |                |
| Baltimore           | Aeropuerto Internacional de Baltimore-Washington   | BWI         | Macon             |                |
| Misisipi            |                                                    |             |                   |                |
| Tupelo              | Aeropuerto Regional de Tupelo                      | TUP         | Nashville         | Comunidad AEAS |
| Misuri              |                                                    |             |                   |                |
| Fort Leonard Wood   | Aeropuerto Regional de Waynesville-St. Robert      | TBN         | San Luis          | Comunidad AEAS |
| San Luis            | Aeropuerto Internacional Lambert                   | STL         | Fort Leonard Wood |                |
| Carolina del Norte  |                                                    |             |                   |                |
| Charlotte           | Aeropuerto Internacional de Charlotte-Douglas      | CLT         | Beckley           |                |
| Tennessee           |                                                    |             |                   |                |
| Nashville           | Aeropuerto Internacional de Nashville              | BNA         | Tupelo            |                |
| Virginia Occidental |                                                    |             |                   |                |
| Beckley             | Aeropuerto Memorial de Raleigh County              | BNA         | Charlotte         | Comunidad AEAS |
| Parkersburg         | Aeropuerto Regional de Mid-Ohio Valley             | PKB         | Beckley           | Comunidad AEAS |

## Flota

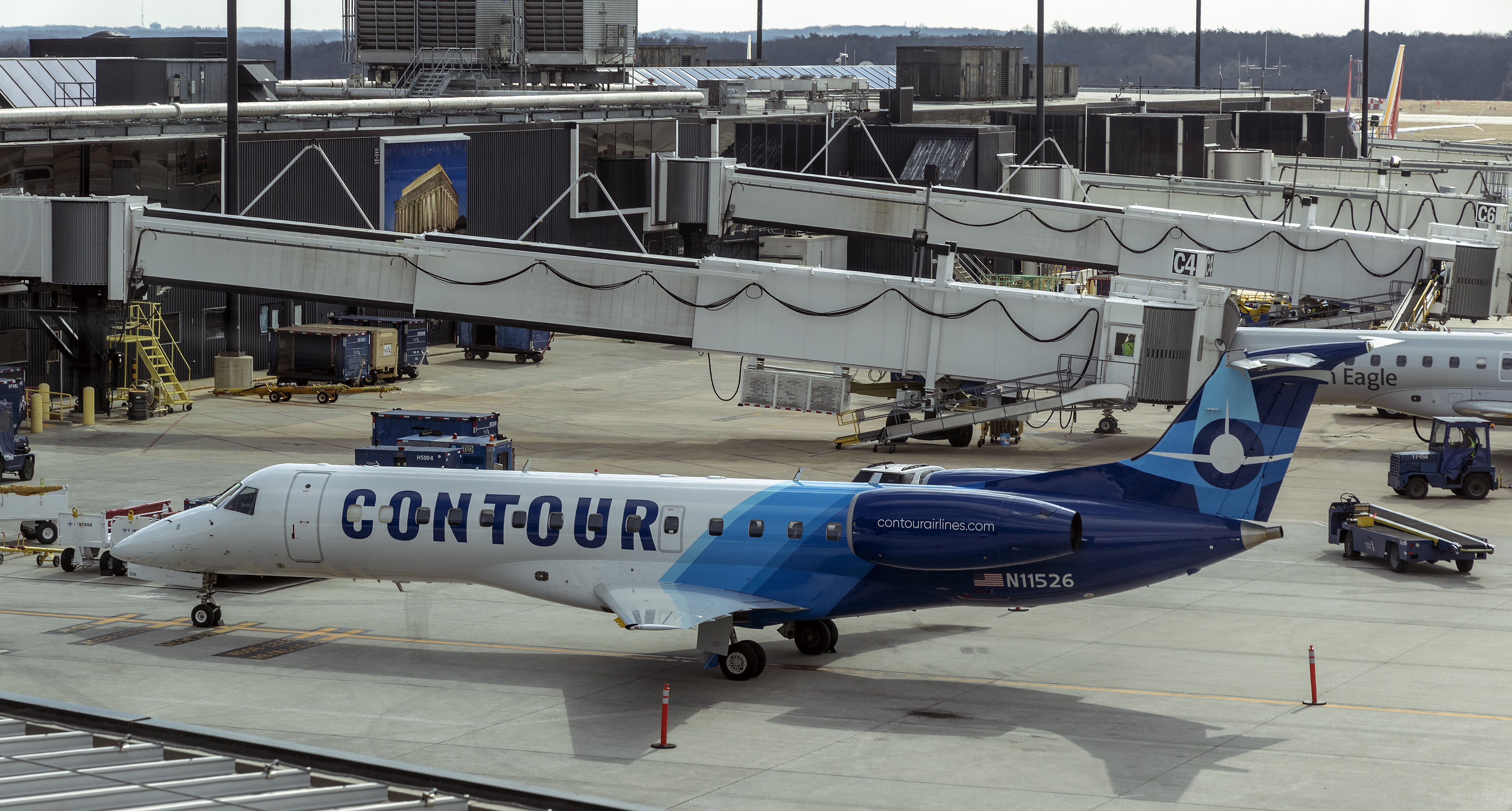
ERJ-135LR de Contour Airlines en el Aeropuerto de Baltimore-Washington Thurgood Marshall.

A diciembre de 2024, Contour utiliza aviones regionales, en una configuración de 30 asientos.
| Avión             | En servicio | Pasajeros | Notas                                    |
| ----------------- | ----------- | --------- | ---------------------------------------- |
| Embraer ERJ 135   | 10          | 30        | Propiedad y operado por Contour Aviation |
| Embraer ERJ 140   | 7           | 30        | Propiedad y operado por Contour Aviation |
| Embraer ERJ 145   | 3           | 30        | Propiedad y operado por Contour Aviation |
| Bombardier CRJ100 | 1           | 30        | Propiedad y operado por Contour Aviation |
| Bombardier CRJ200 | 10          | 30        | Propiedad y operado por Contour Aviation |
| Total             | 31          |           |                                          |

## Socios interlineales
En noviembre de 2019, Contour lanzó un acuerdo interlineal con American Airlines. Los pasajeros ahora pueden viajar a través de Contour y American en un solo itinerario.

## Experiencia en vuelo
Los pasajeros que viajan con Contour reciben una selección de asiento gratuita y la primera pieza de equipaje documentado con todas las clases de tarifas. Todos los vuelos Contour cuentan con asientos de cuero, 36 pulgadas de espacio para las piernas y servicio de refrigerios y bebidas de cortesía en el vuelo.